# El Salto (Sullana)
El Salto es un caserío peruano ubicado en el distrito de Lancones, perteneciente a la provincia de Sullana del departamento de Piura, al norte del Perú.

## Ubicación
El Salto se ubica al noreste de la provincia de Sullana, en el distrito de Lancones, en el departamento de Piura. Se ubica muy cerca a la frontera ecuatoriana-peruana.

## Demografía
En  2017 El Salto tenía una población de 71 habitantes.
| Gráfica de evolución demográfica de El Salto entre 1993 y 2017 |
|                                                                |
| Fuentes: Población 1993 y 2017                                 |